# Raif Badawi
Raif bin Muhammad Badawi (arapski: رائف بن محمد بدوي, također transkribiran kao Raef bin Mohammed Badawi; Khobar, 13. siječnja 1984.) saudijski je pisac, disident, zatvorenik i aktivist. Dobitnik je nagrade Saharov 2015. godine i brojnih drugih nagrada organizacija za ljudska prava.
Badawi je uhićen 2012. godine po optužbama za "vrijeđanje islama kroz elektroničke kanale" i dospio je na sud po nekoliko optužbi, uključujući i onu za otpad od muslimanske vjere. Njegov grijeh proizašao je iz činjenice da je u zemlji koja prakticira jedan od najrepresivnijih modela državne religije svojedobno pokrenuo internetsku stranicu putem koje se zalagao za sekularizaciju društva i problematizirao manjak odvojenosti između države i vjere. Drznuo se i uspoređivati islam s kršćanstvom, judaizmom i drugim konfesijama, te bio sklon propovijedati slobodan izbor vjeroispovijesti za svakog pojedinca, uključujući i njezin neizbor, odnosno agnosticizam i ateizam.
Godine 2013. osuđen je po nekoliko optužbi i osuđen na sedam godina zatvora i 600 udaraca bičem. U 2014. godini njegova je kazna povećana na 10 godina zatvora, 1000 udaraca bičem i novčanu kaznu. Javno bičevanje trebalo se provesti tijekom 20 tjedana. Prvih 50 udaraca bičem održano je 9. siječnja 2015. Drugo bičevanje odgođeno je više od dvanaest puta, zbog lošega zdravlja Badawija i međunarodnoga pritiska. Poznato je da je Badawi bolestan od hipertenzije, a njegovo se zdravlje pogoršalo otkako je započelo bičevanje.
Njegova supruga Ensaf Haidar, koja se sklonila u Kanadu nakon što joj je život bio u opasnosti u Saudijskoj Arabiji, izjavila je kako Badawi neće moći preživjeti daljnje bičevanje. Ensaf Haidar dala je niz televizijskih intervjua o Badawievoj situaciji, uključujući i intervju na Ženevskom summitu za ljudska prava i demokraciju 2016. godine.
Iako je njegovo točno mjesto nepoznato, prijavljeno je da je Badawi trenutno u zatvoru Dhahban u Saudijskoj Arabiji.
U veljači 2015. godine, Europski parlament izglasao je rezoluciju u kojoj snažno osuđuje bičevanje Raifa Badawija tražeći od Saudijske Arabije obustavu daljnjeg bičevanja te da ga odmah i bezuvjetno puste iz pritvora jer ga se smatra zatvorenikom savjesti, pritvorenim i osuđenim samo zato što je iskoristio svoje pravo na slobodu izražavanja. Dobitnik je nagrade Saharov za slobodu misli 2015., odlukom tadašnjega predsjednika Europskoga parlamenta Martina Schulza i predsjednika klubova zastupnika.
"Arapi koji slobodno razmišljaju navikli su skrivati svoje ideje kako bi se za njih izborili", rekla je Ensaf Haidar citirajući svog supruga na svečanosti u Strasbourgu, prilikom dodjele nagrade Saharov. "Slobodne i prosvijećene ideje smatraju se bogohulnima unutar ideologije koju su osvojila arapska društva, u kojima je svaka slobodna misao dekadencija i skretanje s jednog istinskog puta."